# Samedi soir en direct
Samedi soir en direct est une adaptation française de la célèbre émission américaine Saturday Night Live (concept déjà réutilisé par Les Nuls L'émission). Samedi soir en direct, présentée par Kad et Olivier, fut diffusée sur Canal+ du 13 septembre 2003 au 31 janvier 2004.

## Concept
Samedi soir en direct est une émission de parodies télé. Pubs, séries, émissions sont parodiées par les humoristes français. Les sketchs sont joués en direct devant un public depuis le Studio 104 à La Plaine Saint Denis.

## L'émission
Produite par Arthur et Dominique Farrugia, l'émission s'arrête, après 4 émissions, début 2004 car elle était trop chère à produire. Elle remplaçait Samedi comédie et était réservée aux abonnés Canal+ (diffusée de 20 h 45 à 22 h 15).

### Les parodies d'émissions
Parmi les émissions parodiées, on retrouve :
- Ça se discute, où Olivier Baroux incarne Jean-Luc Delarue. Jonathan Lambert, Kad Merad, Ludivine Laveine, et Valérie Lemercier dans le rôle des invités ;
- 7 à 8, parodie de Sept à huit, présenté par Jonathan Lambert et Karine Ambrosio, avec, à chaque fois, une fausse interview de star doublée.

### Les parodies de jeux
Les jeux télé sont également parodiés avec :
- Kamoulox : on retrouve Kad Merad dans la peau de l'animateur ; Michaël Youn, Karine Ambrosio et Olivier Baroux campant des candidats loufoques ;
- le célèbre Qui veut gagner des millions ? de Jean-Pierre Foucault a lui aussi le droit à sa parodie avec Qui veut gagner de l'argent en masse ?, une version « québécoise » avec Gad Elmaleh en présentateur et Olivier Baroux en candidat.

## Invités
Chaque semaine, un invité humoristique venait participer aux sketches et un chanteur (ou groupe) venait faire 3 lives.
Les différents invités furent :
- humoristiques :
  - Éric et Ramzy
  - Gad Elmaleh
  - Valérie Lemercier
  - Michaël Youn
- chanteurs :
  - Craig David
  - IAM
  - Florent Pagny

Parfois des guests stars tels que Gérard Darmon ou Stéphane Bern.

Pour laisser aux comédiens le temps de se changer, les grands sketches en direct sont coupés par des petits sketches enregistrés à l'avance :
- pubs
- André Merle (fausses caméras cachées) par Jonathan Lambert
- Faut-il ? (seulement pour la première)

Elle était présentée par : Karine Ambrosio, 
Olivier Baroux,
Virginie Caliari,
Jonathan Lambert,
Ludivine Laveine, 
Kadour "Kad" Merad.

## Liste des épisodes
| #  | Date de Diffusion | Invité(s) Comédie | Invité(s) Musical           | Invité(s) Surprise             |
| -- | ----------------- | ----------------- | --------------------------- | ------------------------------ |
| 01 | 13 septembre 2003 | Gad Elmaleh       | Florent Pagny               | Aucun                          |
| 02 | 13 décembre 2003  | Valérie Lemercier | Craig David                 | Gérard Darmon et Stéphane Bern |
| 03 | 27 décembre 2003  | Eric & Ramzy      | IAM                         | Aucun                          |
| 04 | 31 janvier 2004   | Michaël Youn      | Michaël Youn et Les Conards | Titoff, Arthur et Marina Foïs  |